# ماهی‌های باددار
ماهی‌های باددار (نام علمی: Diodon) نام یک سرده از تیره خارپشت‌ماهیان است.

## نگارخانه

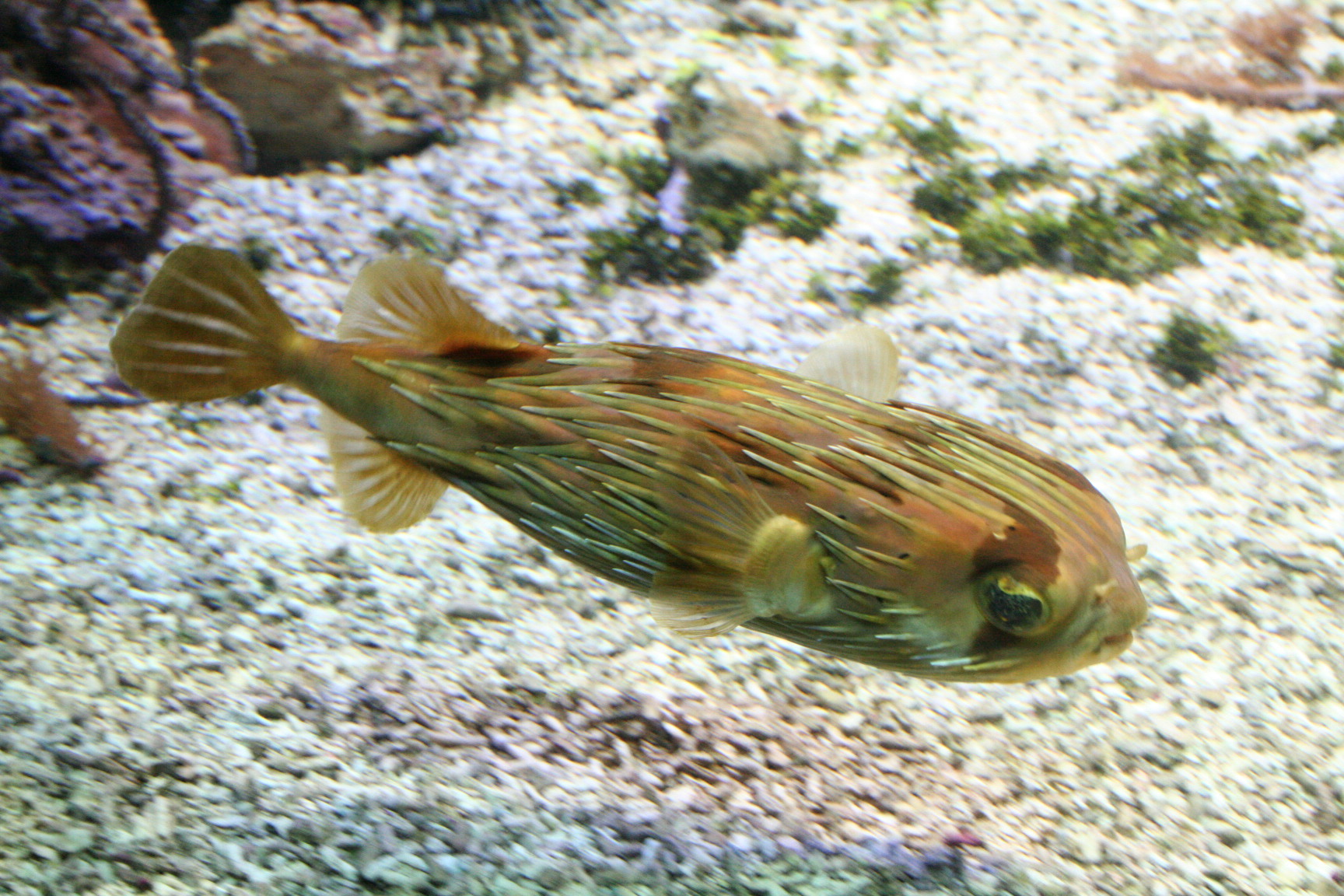
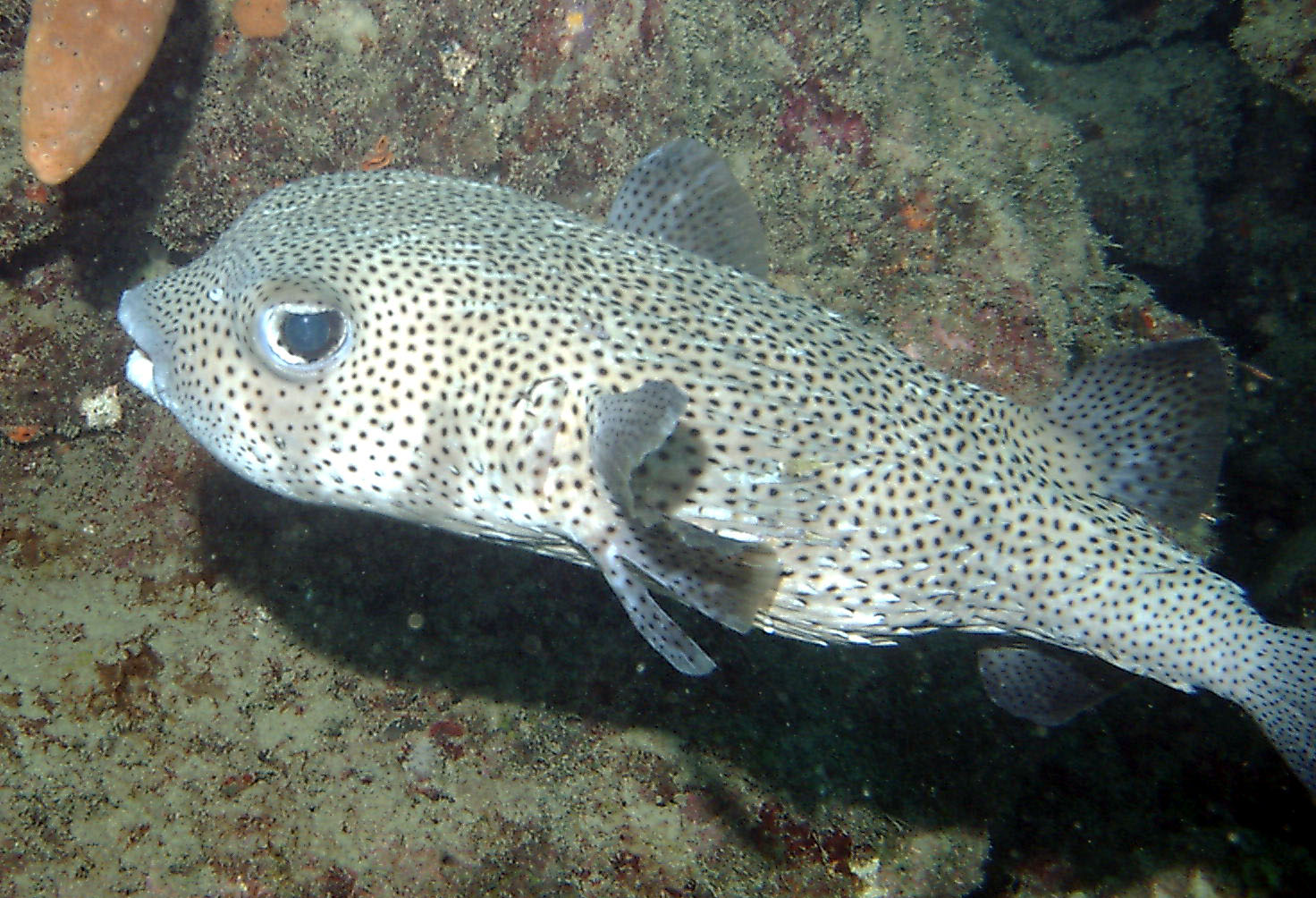
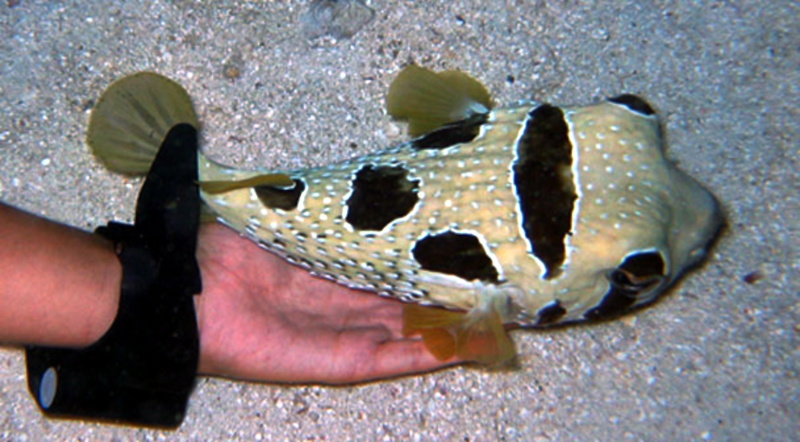
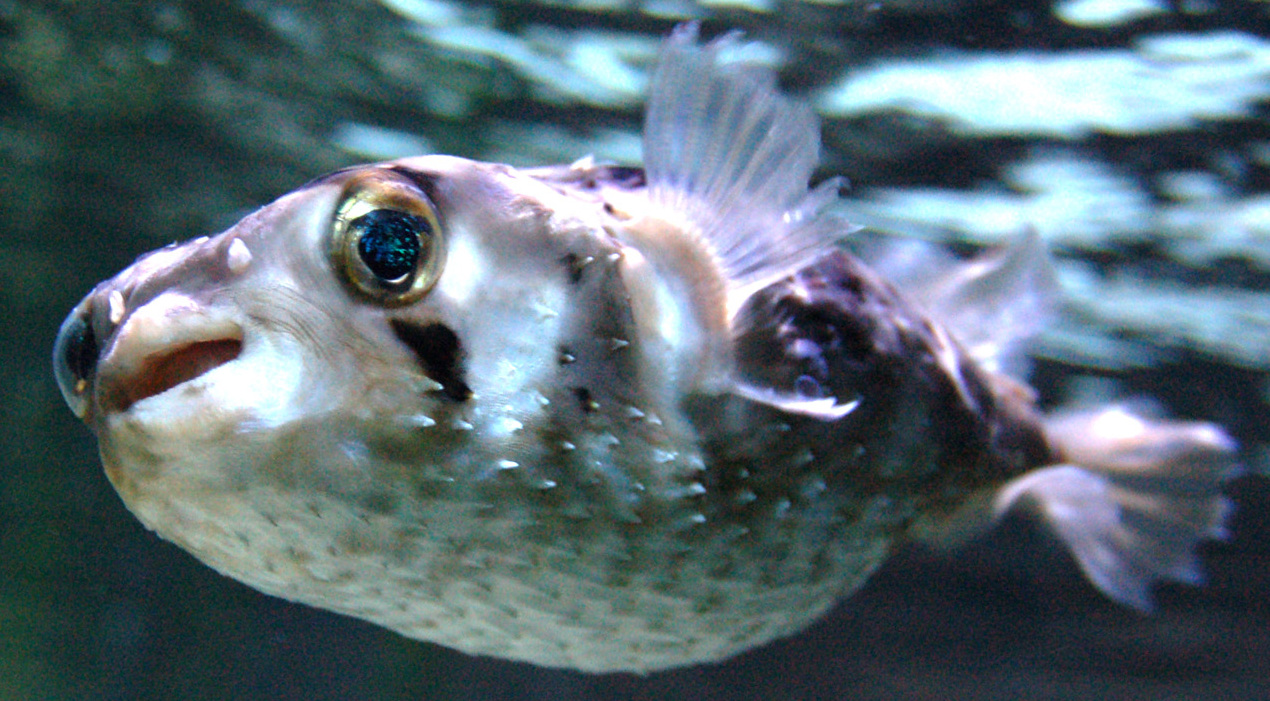
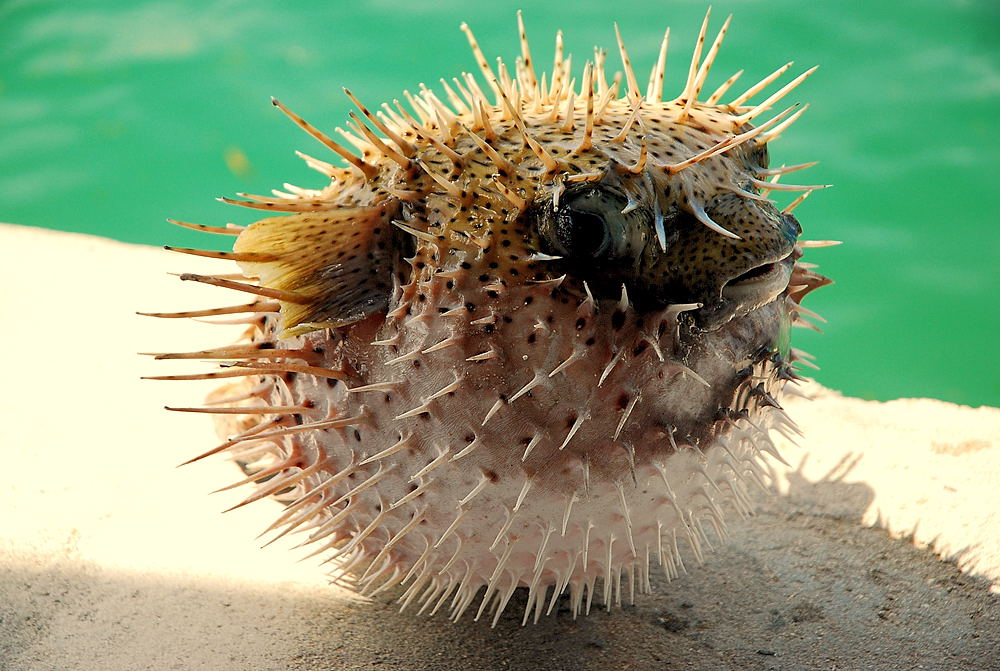